# Orobanche cyrenaica
Orobanche cyrenaica är en snyltrotsväxtart som beskrevs av Günther von Mannagetta und Lërchenau Beck. Orobanche cyrenaica ingår i släktet snyltrötter, och familjen snyltrotsväxter. Inga underarter finns listade i Catalogue of Life.